# Kurt von Borcke (Politiker)
Rudolf Karl Kurt von Borcke (* 22. Juni 1835 in Gothen; † 28. November 1905 in Stettin) war ein deutscher Rittergutsbesitzer, Politiker und Mitglied des Preußischen Herrenhauses.

## Leben

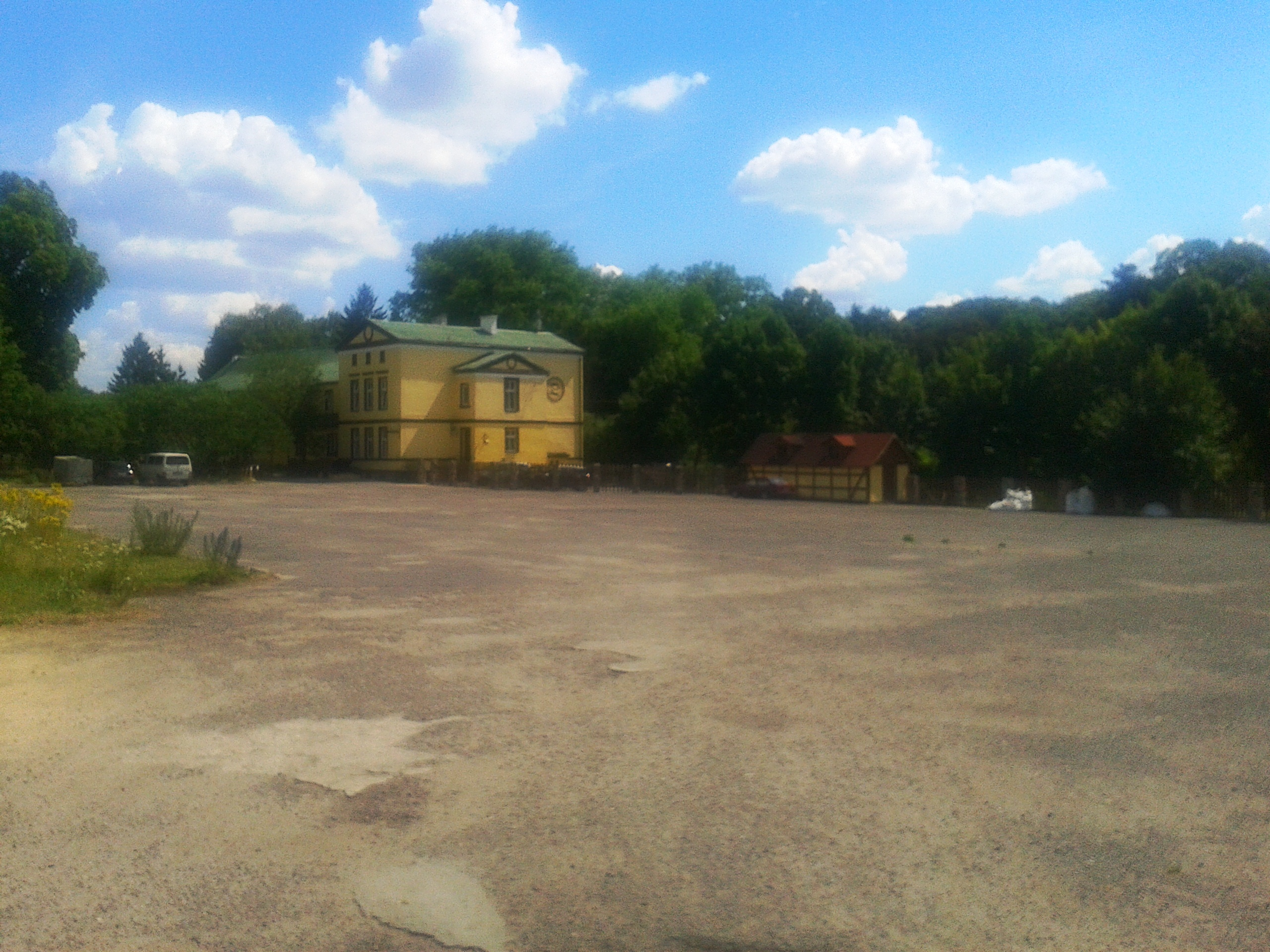
Ehemaliges Gutshaus Grabow mit Park (2014)

Kurt von Borcke war Angehöriger des pommerschen Adelsgeschlechts Borcke. Seine Eltern waren Otto von Borcke (1801–1871) und Luise geb. von der Osten (1811–1862).
Er war Rittergutsbesitzer auf etwa 800 Hektar zu Grabow bei Labes. Von 1879 bis zu seinem Tod war er auf Präsentation des Verbandes des Pommerschen Schlossgesessenen Geschlechts von Borcke Mitglied des Preußischen Herrenhauses. Ferner war er Landschaftsrat, ähnlich dem Aufgabengebiet eines Ritterschaftsrates in anderen preußischen Provinzen, sowie Rechtsritter des Johanniterordens.
Borcke vermählte sich 1866 mit Marie von Brockhausen und hatte mit dieser einen Sohn Otto (1867–1929), welcher als Oberstleutnant der Reserve beim Dragoner-Regiment Nr. 2 diente und mit Anna von Hellermann (1875–1930) vermählt war.